# Чумбилат
Чумбилат (марій. Курык кугыза, Кугу еҥ, Поро Лемдетӱр Курык Кугыза, Полемдрук Кугыза) — легендарний марійський князь, який жив у XII столітті і увійшов до марійської міфології, «цар північних марійців». Його ім'я має тюркське походження. «чум», чоловік, «булат», «сталь особливої міцності». Князівська резиденція Чумбилата розташовувалася в Кукарці (лукомар. Кукарка, нині місто Совєтськ), Її перенесли туди з Какшара (півн.-зах. мар. Кӓкшӓр, нині місто Котельнич) після його захоплення 1181 році новгородськими ушкуйниками. Згодом Чумбилат очолив напад на укріплені центри ушкуйників Котельнич і Хлинов (нині Кіров), які були знищені вщент. У зв'язку з цими подіями в православних церквах протягом тривалого часу двічі на рік проводили богослужіння. Чумбилат прожив довге життя. Перед смертю він заповів поховати його на вершині гори на березі річки Немда.
За переказами, він заповів своєму народу у разі великої біди прийти до його могили і попросити допомоги. Як розповідає народна легенда, він допомагав людям у скрутні часи. Але одного разу знайшовся серед них негідник, який вирішив перевірити, чи встане Чумбулат із могили. Князь образився на невіруючого і більше не піднімався на допомогу. Попри це, люди продовжували приходити на гору, молитися Ош Поро Кугу Юмо і Чумбилату, якого згодом у молитвах почали називати Кугу Курик Кугижа (Цар Великої Гори). Марійці вірили, що Чумбулат допомагає їм молитися і передає їхні молитви вищому богові.

## Традиція
За переказами, він об'єднав марійців, будував міста, розвивав ремесла та мистецтва. Його приймали володарі Сходу. За його правління сформувалася традиція богослужінь марійської релігії, жертвопринесень. Він є легендарним святим марійської релігії.

## Культ
Могила Чумбулата — Гора Чумбилата — є найбільш шанованою марійською святинею. Божественне втілення Чумбилата — бог Кугурак. Ім'я Чумбилата відоме всім марійцям, зокрема й східним. Його шанування має давнє, загальнонаціональне коріння. Великі моління на горі Чумбулата були відновлені у 1993 році.